# روبن وارطانیان (کشتی‌گیر)
روبن وارطانیان (ارمنی: Ռուբեն Վարդանյան؛ ۲۶ مهٔ ۱۹۲۹ در ایروان – ۲۱ دسامبر ۱۹۹۶ در ایروان) کشتی‌گیر وزن اهل ارمنستان بود.